# آنگولا ۱۷۱۲

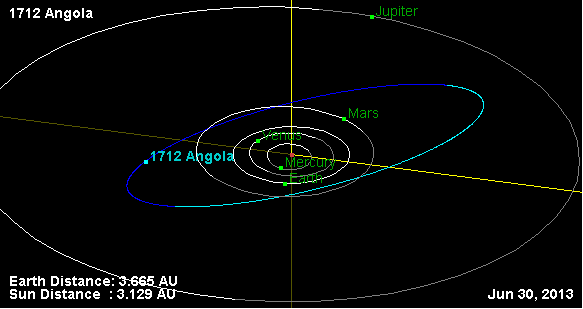
تصویری از سیارک در سال ۲۰۱۳

سیارک ۱۷۱۲ (به انگلیسی: 1712 Angola، نامگذاری:1935KC) هزار و هفتصد و دوازدهمین سیارک کشف شده‌است که در ۲۸ مه ۱۹۳۵ کشف شد.
قدر مطلق سیارک برابر ۹٫۸۰ است.